# Bellou-sur-Huisne
Bellou-sur-Huisne era una comuna francesa situada en el departamento de Orne, de la región de Normandía, que el 1 de enero de 2016 fue suprimida al fusionarse con las comunas de Dorceau y Rémalard, y formar la comuna nueva de Rémalard-en-Perche.

## Demografía
| Gráfica de evolución demográfica de Bellou-sur-Huiesne entre 1800 y 2013 |
|                                                                          |

Los datos demográficos contemplados en este gráfico de la comuna de Bellou-sur-Huisne se han cogido de 1800 a 1999 de la página francesa EHESS/Cassini, y los demás datos de la página del INSEE.